# Bănița
Bănița là một xã thuộc hạt Hunedoara, România. Dân số thời điểm năm 2002 là 1372 người.